# Wael Nasri
Wael Nasri (geb. 5. November 1997) ist ein französischer American-Football-Spieler auf der Position des Linebacker. Er spielte 2024 für die Munich Ravens in der European League of Football.

## Karriere
Nasri begann in der Jugend der Giants de Saint-Etienne, wo er 2015 auch seine erste Herrensaison spielte. Mit der Juniorennationalmannschaft belegte er bei der Europameisterschaft 2015 den vierten Platz. 2016 spielte er für die Falcons de Villeurbanne in der französischen Division 2.
Die folgenden drei Jahre verbrachte Nasri an kanadischen Colleges. In der Saison 2017 spielte er am Cégep de Lévis-Lauzon, wo er auch als Defensive End eingesetzt wurde. Das folgende Jahr spielte er für die Spartiates du Cégep du Vieux Montréal und hatte neun Spielen 39 Tackles und vier Sacks. Schließlich spielte er 2019 für die Concordia University Stingers und wurde mit der Grant Peterson Trophy als bester Defensivspieler der Mannschaft ausgezeichnet.
In der Saison 2020 schloss er sich den Triangle Razorbacks aus der dänischen National Ligaen an. Auf Grund der Covid19-Pandemie wurde die Saison abgebrochen.
Für die erste Saison der neu gegründeten European League of Football (ELF) 2021 verpflichtete in Berlin Thunder. In dieser Saison brachte er es auf 141 Tackles in zehn Spielen und war damit Tackle-Leader. Er wurde ins All-Star-Team der Liga berufen. Das Team zeichnete ihn als Most Valuable Player aus. Im Oktober 2021 wurde er ins NFL International Combine eingeladen.
Zur Saison 2022 wechselte er zum Ligakonkurrenten Frankfurt Galaxy. Hier war er 2022 teaminterner Tackle Leader und wurde für die Saison 2023 verlängert. Er wurde ins ELF second All-Star-Team 2023 gewählt. Mit der Galaxy zog er ins Halbfinale ein. Für internationales Aufsehen sorgte dabei ein Tackle, in dem er regelkonform den Runningback Glen Toonga an den Haaren zog. Am 20. Dezember 2023 wurde Nasri vom Team verabschiedet.
Im Januar 2024 gaben die Munich Ravens die Verpflichtung von Nasri bekannt.

## Statistiken
| Jahr                            | Team             | Spiele | Tackles | Tackles | Tackles | Tackles | Tackles | Interceptions | Interceptions | Interceptions | Interceptions | Fumbles | Fumbles | Fumbles |
| Jahr                            | Team             | Spiele | Total   | Solo    | Ast     | TFL     | Sack    | BrUp          | INT           | Yds           | TD            | FF      | FR      | TD      |
| ------------------------------- | ---------------- | ------ | ------- | ------- | ------- | ------- | ------- | ------------- | ------------- | ------------- | ------------- | ------- | ------- | ------- |
| European League of Football     |                  |        |         |         |         |         |         |               |               |               |               |         |         |         |
| 2021                            | Berlin Thunder   | 10     | 141     | 65      | 76      | 8.5     | 4       | 2             | 0             | 0             | 0             | 0       | 0       | 0       |
| 2022                            | Frankfurt Galaxy | 12     | 81      | 33      | 48      | 5       | 3       | 1             | 0             | 0             | 0             | 1       | 0       | 0       |
| 2023                            | Frankfurt Galaxy | 12     | 87      | 34      | 53      | 5.5     | 3       | 1             | 1             | 56            | 0             | 0       | 0       | 0       |
| 2024                            | Munich Ravens    |        |         |         |         |         |         |               |               |               |               |         |         |         |
| ELF Gesamt                      | ELF Gesamt       | 34     | 309     | 132     | 177     | 19      | 10      | 4             | 1             | 56            | 0             | 1       | 0       | 0       |
| Quellen: sportsmetrics.football |                  |        |         |         |         |         |         |               |               |               |               |         |         |         |

| Jahr                            | Team             | Spiele | Tackles | Tackles | Tackles | Tackles | Tackles | Interceptions | Interceptions | Interceptions | Interceptions | Fumbles | Fumbles | Fumbles |
| Jahr                            | Team             | Spiele | Total   | Solo    | Ast     | TFL     | Sack    | BrUp          | INT           | Yds           | TD            | FF      | FR      | TD      |
| ------------------------------- | ---------------- | ------ | ------- | ------- | ------- | ------- | ------- | ------------- | ------------- | ------------- | ------------- | ------- | ------- | ------- |
| European League of Football     |                  |        |         |         |         |         |         |               |               |               |               |         |         |         |
| 2023                            | Frankfurt Galaxy | 2      | 14      | 9       | 5       | 2       | 1       | 1             | 0             | 0             | 0             | 0       | 0       | 0       |
| ELF Gesamt                      | ELF Gesamt       | 2      | 14      | 9       | 5       | 2       | 1       | 1             | 0             | 0             | 0             | 0       | 0       | 0       |
| Quellen: sportsmetrics.football |                  |        |         |         |         |         |         |               |               |               |               |         |         |         |